# Louisville (U-Boot)
Die USS Louisville (SSN-724) war ein Atom-U-Boot der Los-Angeles-Klasse. Das Boot war nach der Stadt Louisville in Kentucky benannt.

## Geschichte

### Bau
Die Louisville wurde am 24. September 1984 bei Electric Boat auf Kiel gelegt und am 14. Dezember 1985 vom Stapel gelassen. Die Schiffstaufe erfolgte durch Mrs. Kinnaird McKee. Das Boot wurde am 8. November 1986 bei der United States Navy in Dienst gestellt, ihr Kommandant war Captain Charles E. Ellis.

### Einsatzgeschichte
Anfang 1991 nahm die Louisville aus dem Roten Meer heraus an der Operation Desert Storm teil und war am 19. Februar das erste U-Boot, das getaucht einen Marschflugkörper UGM-109 Tomahawk im Gefecht abschoss. Das Boot war erst kurz zuvor aus seinem Heimathafen Pearl Harbor ausgelaufen und hatte die 14.000 Seemeilen lange Reise mit Höchstgeschwindigkeit hinter sich gebracht.
2002 und 2003 war das U-Boot an den Operationen Enduring Freedom und Iraqi Freedom beteiligt und bei letzterer wiederum am Beschuss des Irak mit Marschflugkörpern beteiligt. 2010 nahm sie an Übungen mit der südkoreanischen Marine teil, die die Abschreckung Nordkoreas zum Ziel hatten. Anfang 2012 begann sie eine Fahrt in den westlichen Pazifik.